# Karłowo (Bułgaria)
Karłowo (bułg. Карлово) – miasto w środkowej Bułgarii, w obwodzie płowdiwskim, centrum administracyjne gminy Karłowo.

## Położenie
Karłowo leży w południowej części podnóża gór Stara Płanina, w dolinie rzeki Strjama będącej częścią słynnej Doliny Różanej. Miasto jest oddalone o 145 km na wschód od stolicy Bułgarii, Sofii i o 56 km na północ od Płowdiwu, drugiego pod względem wielkości miasta w Bułgarii. Najbliższe Karłowowi miasto to Sopot, odległość między nimi wynosi około 5 km.

## Historia
Dokładna data powstania Karłowa nie jest znana. Prawdopodobnie jego początków należy upatrywać we wczesnym okresie panowania osmańskiego na tych terenach (XIV-XV wiek). Karłowo zostało założone w pobliżu wsi Suszica jako siedziba i centrum administracyjne miejscowych feudałów tureckich. Od imienia jednego z nich pochodzi nazwa miasta. W XIX wieku Karłowo przeżywało burzliwy rozwój ekonomiczny i kulturowy. Wyroby miejscowych kotlarzy, złotników, krawców, garbarzy i in. sprzedawano w obrębie imperium, a także poza nim, np. w Egipcie, na terenach Albanii, w Dubrowniku, na Wołoszczyźnie, w Wiedniu itd. W drugiej połowie XIX wieku Karłowo odegrało także ważną rolę jako ośrodek działalności niepodległościowej. Wybuch powstania kwietniowego w 1876 roku i wojny rosyjsko-tureckiej w 1877 zakończyły okres świetności miasta. W wyniku działań wojennych i represji wielu mieszkańców Karłowa zostało zabitych lub zmuszonych do ucieczki.
W latach 1953–1962 miasto nosiło nazwę Lewskigrad (bułg. Левскиград) na cześć Wasyla Lewskiego.

## Znakomitości
W Karłowie urodzili się:
- Botjo Petkow (1815–1869) – nauczyciel, ojciec Christy Botewa,
- Ewłogi Georgiew (1819–1897) – kupiec, bankier, przemysłowiec, darczyńca,
- Iwan Bogorow (ok. 1820–1892) – encyklopedysta,
- Wasyl Lewski (1837–1873) – działacz niepodległościowy, bułgarski bohater narodowy,
- Christo Prodanow (1943–1984) – himalaista, pierwszy bułgarski zdobywca szczytu Mount Everest.

## Gospodarka

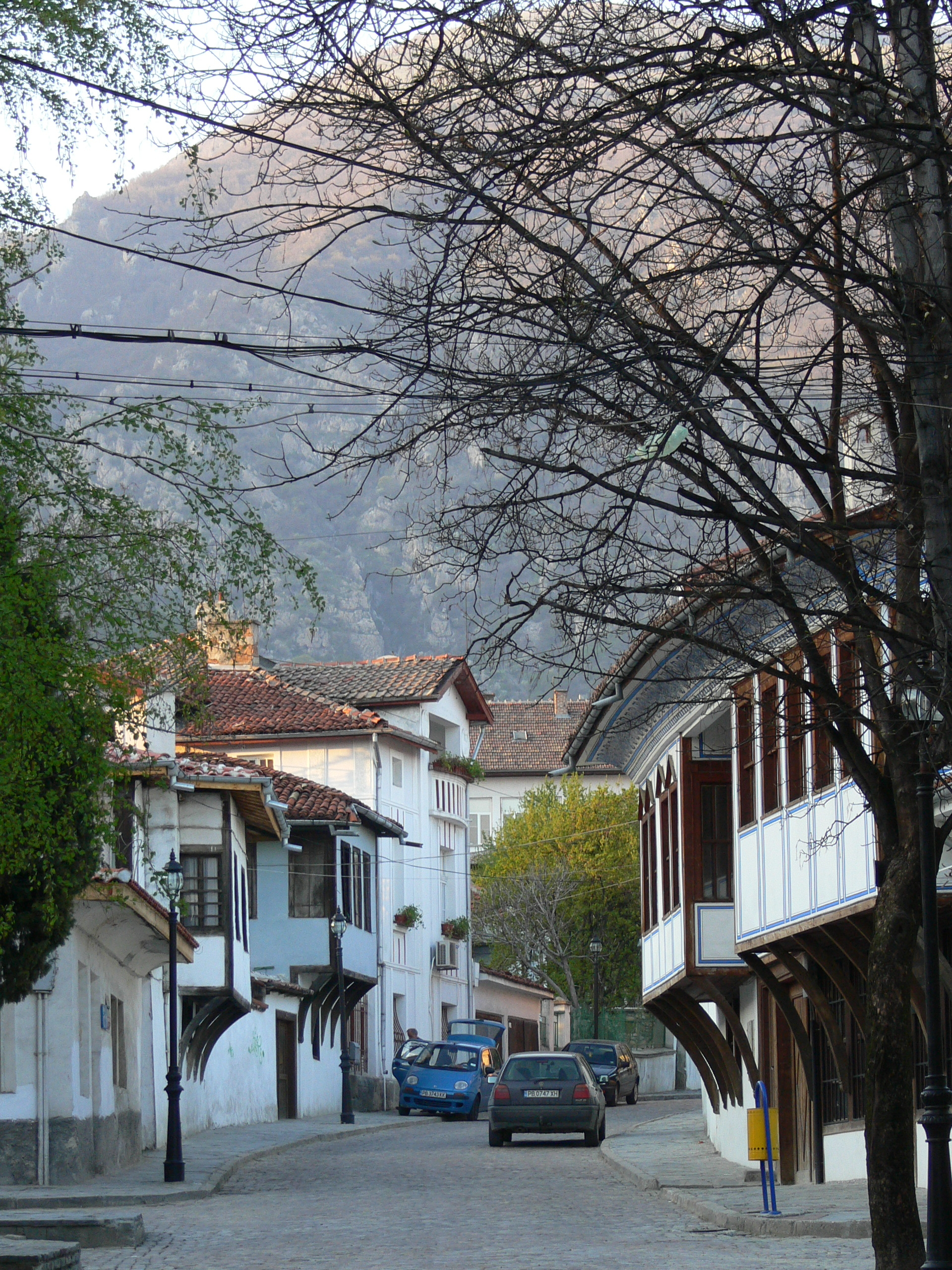
Ulica w starej dzielnicy Karłowa

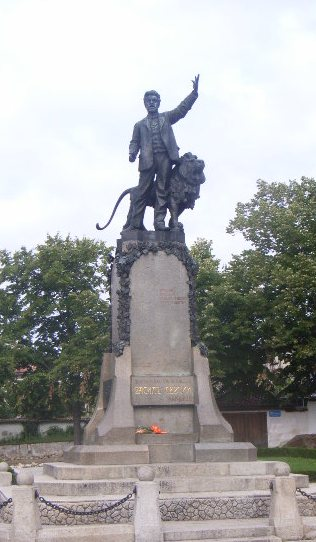
Pomnik Wasyla Lewskiego w Karłowie

Najważniejsze zakłady przemysłowe w Karłowie:
- Agrotechnika S.A. (bułg. Агротехника А.Д.) – producent ciągników i maszyn rolniczych;
- Bułgarska Róża S.A. (bułg. Българска роза А.Д.) – produkcja kosmetyków i olejków eterycznych;
- Topalica S.A. (bułg. Топалица А.Д.) – zakład przetwórstwa mleka;
- Kombinat Mięsny "Karłowo" (bułg. Месокомбинат Карлово).

W okolicach Karłowa uprawia się kazanłyską różę (R. damascena var. trigintipetala) i lawendę.

## Kultura
Karłowo posiada dwa duże muzea: Muzeum Historyczne dokumentujące bogatą historię miasta i regionu oraz Narodowe Muzeum "Wasyl Lewski", którym jest odrestaurowany w 1933 roku rodzinny dom Lewskiego.
Od roku ok. 2000 bułgarscy archeolodzy prowadzą w okolicach Karłowa intensywne badania nad tzw. Doliną Królów Trakijskich (bułg. Долината на тракийските владетели). Na podstawie wyników wykopalisk część historyków przypuszcza, że na tych terenach znajdowała się stolica Tracji.
Każdego roku na początku czerwca w Karłowie obchodzone jest Święto Róży (bułg. Празник на розата), które jest okazją do zaprezentowania regionalnego folkloru i zwyczajów związanych z uprawą i zbiorem róż w Dolinie Różanej.

## Turystyka
Najwięcej zabytków, w większości pochodzących z okresu Odrodzenia Narodowego Bułgarii (XIX wiek) i świetności Karłowa, znajduje się w starej dzielnicy miasta. Do najważniejszych z nich należą:
- Cerkiew "Św. Bogurodzica" (bułg. Св. Богородица) z 1851 r., w której w latach 1859–1862 Wasyl Lewski służył jako diakon;
- Cerkiew "Św. Mikołaj" (bułg. Св. Николай) z 1847 r. Tutaj znajduje się grobowiec matki Lewskiego, Giny Kunczewej;
- Charakterystyczne dla okresu Odrodzenia domy: Hadżimitrowa (bułg. Хаджидимитровата къща) z 1847 r., Astardżiewa (bułg. Астарджиевата къща) z 1830 r., Zoewa (bułg. Зоевата къща), Hieronima (bułg. Йеронимовата къща) z 1830 r., Hadżipaszy (bułg. Хаджипашовата къща), Hadżiangełowa (bułg. Хаджиангеловата къща), Błękitny Dom (bułg. Синята къща) z początku XVIII wieku i in.
- Dom-muzeum Botja Petkowa, w którym kilka lat mieszkał poeta bułgarski Christo Botew;
- Pomnik Wasyla Lewskiego z 1907 r. wykonany według projektu rzeźbiarza Marina Wasilewa.

W odległości ok. 1 km na północ od Karłowa znajduje się malowniczy wodospad Suczurum (bułg. Сучурум), stanowiący jedną z atrakcji przyrodniczych regionu.

## Miasta partnerskie
- Baranowicze,  Briańsk,  Gökçeada,  Konin,  Kupiańsk